# Második nagy ébredés
A második nagy ébredési mozgalom a 19. század elején zajlott, Amerika történelmének második nagy, protestáns megújulási mozgalma volt. A mozgalom az 1790-es években kezdődött, majd az 1800-as évek elején kapott nagyobb lendületet. 1820-ban a mozgalom nagymértékben hozzájárult azon baptista és metodista egyházközösségek taglétszámbeli növekedéséhez, amely egyházak prédikátorai az ébredési mozgalom rendezvényeinek karizmatikus vezetői voltak.

## Eredete

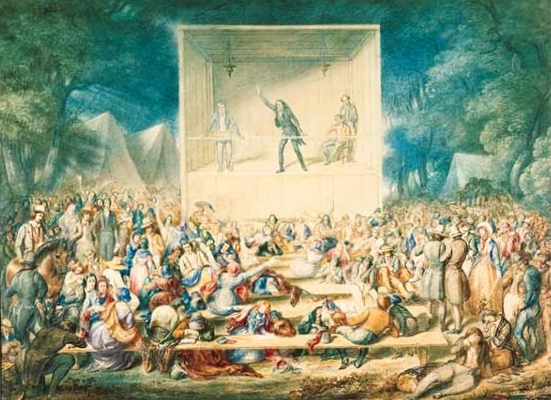
1839 Methodista tábori találkozó

Azokat a keresztény bevándorlókat, akik az Újvilágban is szerették volna gyakorolni a hitüket nem ugyanolyan arányban várták a tradicionális keresztény egyházak Amerikában, mint a modernebb, jellemzően protestáns jellegű (többségében baptista) gyülekezetek. Ugyanis a baptista mozgalom a többi keresztény mozgalomhoz képest túlnyomó többségben volt Amerikában abban az időben. A tradicionális papság hatásától függetlenné vált bevándorló keresztények közül sokan újraértékelték vallási nézeteiket, illetve a tradicionális egyház hivatalos álláspontját, vagy elutasították azt különböző kérdésekben. Miután a kivándorlás az 1800-as évek elejére széleskörűvé vált Új-Angliában a megújult vallás iránti érdeklődés társadalmi változások hullámát indította el. New York nyugati részén az ébredési mozgalom szellemisége buzgóvá tette az újabb restaurációs nézetek és más hasonló újító nézetek híveit. Ez hatással volt az úgynevezett szentségmozgalomra is. A mozgalom tagjai nyugaton – elsősorban Cane Ridge és Tennessee területéről – a baptista és metodista egyházakkal szimpatizáltak; ők a vallás értelmezésének új módját mutatták meg Amerikának, például a skót stílusú sátoros összejövetelek formájában.

## Elterjedése
Az új-angliai gyülekezetek különféle missziós társaságokat alapítottak az evangélium hirdetésének támogatása és szervezése céljából nyugaton. E társaságok vezetői gyakran a hit prófétáiként vagy tanítókként mutatkoztak be. Az ilyen különféle kiadványokat kiadó és keresztény missziókat szervező missziós társaságok közül említésre méltó az Amerikai Biblia Társulat (American Bible Society), melyet 1816-ban alapítottak, de nagy hatást gyakoroltak a mozgalomra a rabszolgaság eltörléséért küzdő csoportok vagy különféle egyéb olyan csoportok is – mint a Társaság a Mértékletességért (Society for the Promotion of Temperance) a túlzott alkoholfogyasztás ellen fellépő – keresztény csoportok – amelyek nem csak az alkoholfüggőség ellen küzdöttek, de erőfeszítéseket tettek a börtönlakók, a mozgáskorlátozottak, az elmebetegséggel élők életkörülményeinek javítása érdekében is.
A Második nagy ébredési hullámhoz köthető vallási újításokkal illetve az új vallási csoportok aktivitásának hatásával hozható összefüggésbe az, hogy rendkívül nagy mértékű taglétszám béli növekedés ment végbe akkoriban a metodista és a baptista egyházak gyülekezeteiben; de a presbiteriánus gyülekezet taglétszámbéli gyarapodása is figyelemreméltó volt akkortájt.

## Az appalache-i régió sajátosságai

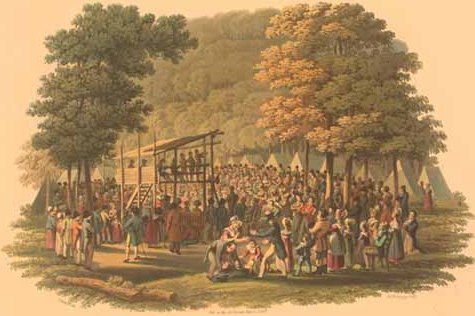
1839-es metodista sátoros találkozó

Az appalache-i régió vallási közösségei számára a Második nagy ébredés sátoros összejövetelei nagy mértékű hasonlóságot mutattak az Első nagy ébredési mozgalom összejöveteleinek jellemzőivel. Ezek a sátoros összejövetelek jellemzően néhány napon át tartottak, és elengedhetetlen kellékük volt egy rögtönzött színpad, ezen léptek fel a prédikátorok. Gyakran a kietlen tanyasi területeken elszigetelten élők, a parasztvilág magányából felszabadulni vágyók tömegei zarándokoltak el az ilyen táborokba. Jellemzően táncoltak, prédikáltak és énekeltek ezeken az eseményeken.
Az egyik legelső 1800 júliusában a Kentuckybeli Creedance Clearwater Church mellett volt. 1801-ben Cane Ridge-ben tartott sátoros összejövetelre már sokkal többen mentek el (több mint 20 000 fő), ahol számos presbiter, metodista és baptista lelkész szolgált. Mindez nagymértékben hozzájárult ahhoz, hogy ezen felekezetek gyülekezetei ugrásszerű taglétszámbéli növekedésnek induljanak.

## A mozgalomhoz kapcsolódó híresebb személyek
- Alexander Campbell
- Barton Stone (wd)
- Charles Finney
- Lyman Beecher
- Nathaniel William Taylor
- Peter Cartwright
- Timothy Dwight
- Thomas Campbell

## Hatása
A nagy vallásos feléledés az évek során átviharzott Kentucky, Tennessee államokon és  Ohio déli részén; miközben a mozgalom a 18. század végétől csak kb. 1840-ig tartott. 
E mozgalom hatására sokan hittek az ember valláson keresztüli jobbá válásának, tökéletesedésének lehetőségében; a hívők minden tevékenységét áthatotta a szigorú erkölcs.
Történelmi és szociológia elemzések tanúsága szerint a mozgalom elveit követő tömegek esetében az erkölcs, buzgó szorgalmas élet, lelkiismeretes, becsületes munka, antialkoholizmus, mértékletesség, puritanizmus mind fontos szerepet játszott az amerikai ipari forradalom idején zajló gazdasági fellendülés létrejöttében is. 
De számos vallási csoport is létrejött e mozgalom hatására. Az ébredési mozgalom hatása alatt formálódott Restaurációs mozgalom keretén belül több keresztény egyház jött létre melyek a 21. századtól kezdődően már több milliós tagsággal rendelkeztek; többek között ezek a Krisztus Egyházai, a Krisztus Nemzetközi Egyházai, a Krisztus Tanítványai, a Hetednapi Adventista Egyház, és a Cumberland Presbiteriánus Egyház.
Az időszakot számos vallási módszertani újítás, modernizálás jellemezte; például a metodisták olyan új módszereket vezettek be, amelyek során, hatékony körutazások keretében szervezték meg a lelkipásztoraik szolgálatát. A lelkipásztorokat is a népből (a hívők közül) választották, illetve „képezték ki”; olyanok közül, akik a misszióban való hatékonyságukat már lelkésszé válásuk előtt, egyszerű hívőként bizonyították. 
A mozgalom rendkívül mély hatást gyakorolt Amerika vallástörténetére; számos kis baptista és metodista csoport szerepe vált dominánssá. Jellegzetességeit számos 19. század végi keresztény mozgalom vette át a népi evangelizáció területén, amelynek következtében szerteágazó kulturális hatás mellett számos vallási közösség létrehozásában is kulcsszerepet játszott.

## Fordítás
- Ez a szócikk részben vagy egészben a Second Great Awakening című angol Wikipédia-szócikk fordításán alapul.  Az eredeti cikk szerkesztőit annak laptörténete sorolja fel. Ez a jelzés csupán a megfogalmazás eredetét és a szerzői jogokat jelzi, nem szolgál a cikkben szereplő információk forrásmegjelöléseként.